# Municipio de Blue River (condado de Henry)
El municipio de Blue River (en inglés: Blue River Township) es un municipio ubicado en el condado de Henry en el estado estadounidense de Indiana. En el año 2010 tenía una población de 1224 habitantes y una densidad poblacional de 21,43 personas por km².

## Geografía
El municipio de Blue River se encuentra ubicado en las coordenadas 39°58′57″N 85°15′30″O / 39.98250, -85.25833. Según la Oficina del Censo de los Estados Unidos, el municipio tiene una superficie total de 57.11 km², de la cual 56,93 km² corresponden a tierra firme y (0,31 %) 0,18 km² es agua.

## Demografía
Según el censo de 2010, había 1224 personas residiendo en el municipio de Blue River. La densidad de población era de 21,43 hab./km². De los 1224 habitantes, el municipio de Blue River estaba compuesto por el 96,24 % blancos, el 0,74 % eran afroamericanos, el 0,25 % eran asiáticos, el 0,9 % eran de otras razas y el 1,88 % eran de una mezcla de razas. Del total de la población el 2,45 % eran hispanos o latinos de cualquier raza.